# レット・イット・ビー 〜怖いものは、やはり怖い〜
『レット・イット・ビー ～怖いものは、やはり怖い～(夢判断、そして恐怖体験へ2)』（れっといっとびー こわいものは、やはりこわい、英：Let It Be —Fear Never Ends）は、ARI Production製作による2023年5月12日公開の日本映画。原作書籍は、大川隆法の霊的リーディングの内容を収録した『恐怖体験リーディング 呪い・罰・変化身の秘密を探る』など。前作映画『夢判断、そして恐怖体験へ』の続編。

## 概要
2021年に公開された映画『夢判断、そして恐怖体験へ』は、心霊恐怖体験物として霊的世界をリアルに描いた作品だったが、その続編として本作品が製作された。前作同様に、実際に起きた5つの心霊恐怖体験をもとに霊的リーディングを行って、その霊的背景を明らかにしてゆく過程をドラマ風に編成して映像化した。幸福の科学の劇場映画としては第26作目。映画『心に寄り添う。』のドキュメンタリーシリーズ第5弾の映画。
2023年5月12日に公開、日本国内の映画館142館で公開。

### 興行成績
2023年5月15日に、公開初日からの3日間（12・13・14日）の日本の週末動員ランキングで、第9位にランクインされた。
公開初日からの1週間（5月12日 - 19日）の「週間映画ランキング」でも第9位にランクインされた

## あらすじ
ある東京のテレビ局から神山 圭治あてに霊的リーディングを行ってほしいとの依頼が届く。それは「ある大学生の青年が体験した怪奇な超常現象」を調べて欲しいというもの。さっそく神山はアシスタントの上野 葵と共にテレビ収録スタジオに向かう。
テレビ・スタジオの収録現場に到着した神山は、早速その超常現象の霊的背景を探るべくリーディングを開始した。神山が霊視して見えたものは「血の呪い」が時空間を越えて襲い掛かるものだった。その現場にスタッフの一人として立ち会っていたアナウンサーの青山 千聖は、霊的情報に懐疑の考えを持つ者であった。リーディングの収録後に、千聖が神山に「あなたは本当に過去世があるとお考えなんですか」と懐疑的な質問を投げかけるが、神山は「では、この血の雨は何処から来たのですか?。」と逆に霊的な存在を肯定する方向に話を向けて、千聖は答えに窮してしまう。その後、「東日本大震災」の被災地でのその後の心霊現象を追跡する番組収録で向かった東北の地で神山と偶然に再会する。
神山は、さらに怪奇現象の真相を解明し人々を救うために霊的リーディングを行ってゆく。
1例目「血の雨が降る」、2例目 上野葵が道に迷い暗い夜道に現れる不気味な老婆「稲荷神社の使い」、3例目 青山千聖の後輩アナウンサー白石奈津貴の怪奇現象・悪夢から目覚めた女性の脚に残る「謎の手形」、4例目 誰もいないはずの天井から急激に迫り来る「飛び降り女性」。5例目 そして、ついに青山千聖の身にも濡れた足跡が突如現れては消えるという怪奇心霊現象が起こる「真夜中の訪問者」。以上の計5件の超常現象の霊的背景を神山が調べ解決してゆく。

## 登場人物・キャスト
神山 圭治（かみやま けいじ）
演 - 青木涼
心理カウンセラー行う臨床心理士。人間の深層心理を探求する心理学研究者。特に専門分野として、夢判断、恐怖体験や心霊現象などの研究を行い、多くの相談者の悩みと対峙し、その悩みを解決している。過去に「平成大学」にて准教授として研究を行っていたが、カウンセリングを行う個人事務所を設立し独立し、個々人の救済に主眼を置いた臨床研究を行う。
上野 葵（うえの あおい）
演 - 山岸芽生
神山が特別講義をした大学を卒業後、大学院で心理学を学んでいる女子大生。アシスタントとして神山のもとで相談者の対応をしてゆく。自分も「真実を知らずに迷っている人たちを救いたい」と心理カウンセラーの道を歩んでいる。
青山 千聖（あおやま ちさと）
演 - 長谷川奈央 / 8歳当時の千聖 演 - 木場咲蘭
テレビ局のアナウンサー。あの世や前世などの霊的な話には懐疑の目を向けていた。心霊現象番組で神山のリーディングを真近で見たが懐疑の態度は変わらなかった。しかし、東北の実家での体験から考えを変えることになる。8歳当時の千聖は、母を病気で亡くし苦しみ悲しんでいた。

## スタッフ
- 原作・企画：大川隆法
- 監督：奥津貴之
- 総合プロデューサー：小島一郎
- プロデューサー：小林信基、高橋潤
- ラインプロデューサー：福田智穂
- 脚本：富川水亜
- 音楽：駿河優森
- 撮影：新島克則（SOG）
- 照明：山田和弥
- 整音：阿部茂
- 美術：小泉博康
- 美術制作：小野清菜
- 装飾：早坂英明
- 編集：河野斉彦
- 衣装：松下麗子
- ヘアメイク：山崎惠子
- 音響効果：勝亦さくら
- スプリクター：外川恵美子
- 特殊視覚効果：泉谷修
- アクション監督：横山誠
- キャスティング：北田希利子
- 監督補：安食大輔
- 助監督：新谷和弥人
- 制作担当：中村章
- 音楽協力：水澤有一（MIZ Music Inc.）
- 持道具：田村篤司
- VFXディレクター：小柴浩
- 製作協力：ニュースター・プロダクション
- 制作プロダクション：株式会社ギークサイト
- 配給：日活
- 配給協力：東京テアトル
- 製作：ARI Production

## 主題歌・挿入歌など
- 主題歌「あの世から眺めると」

作詞・作曲：大川隆法
歌：田阪恵美
この世を去った霊人の視点で、「あの世」の存在を知らずに過ごした人生への反省を歌った一曲。